# Videix

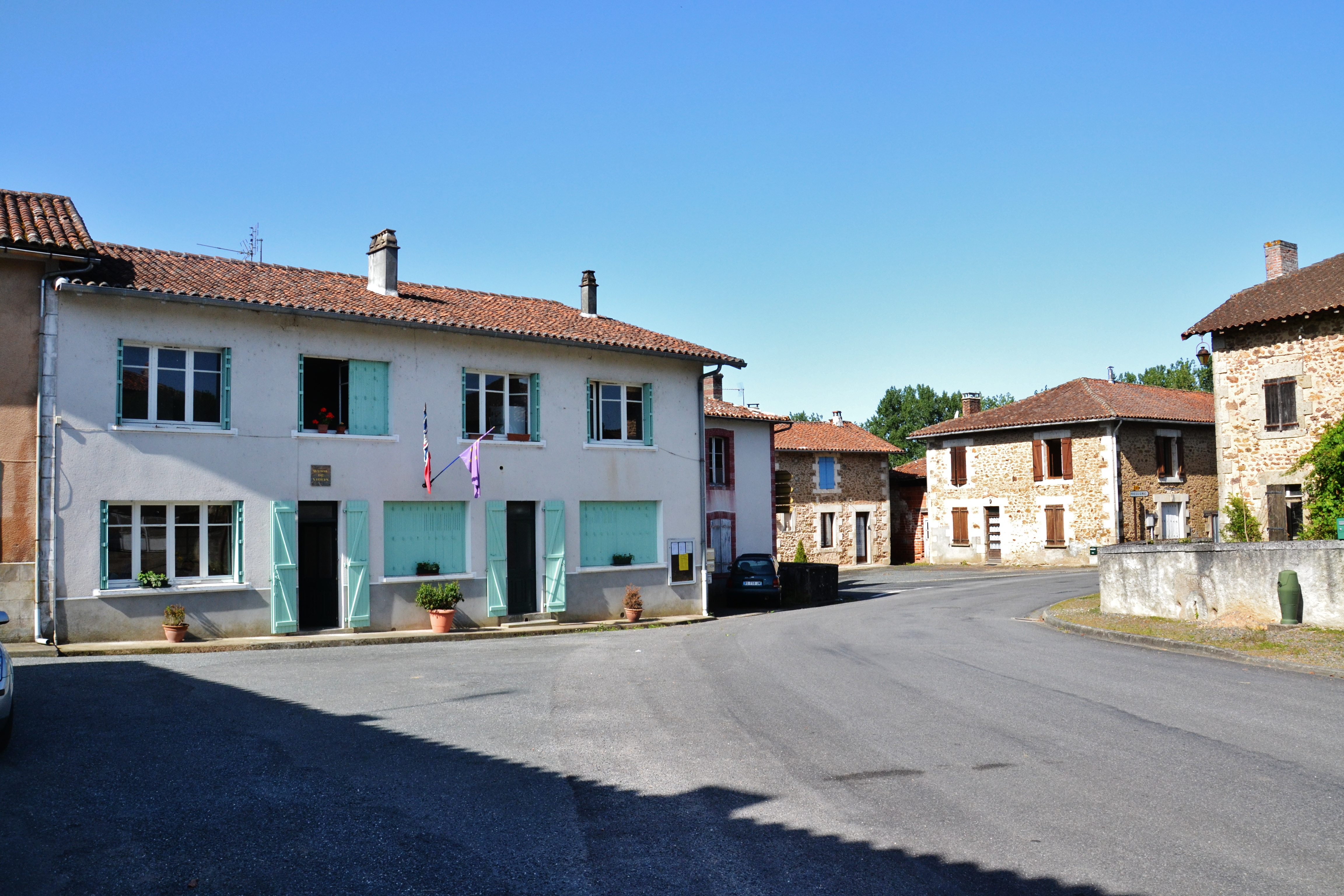
Centrum

Videix is een gemeente in het Franse departement Haute-Vienne (regio Nouvelle-Aquitaine) en telt 236 inwoners (2005). De plaats maakt deel uit van het arrondissement Rochechouart.

## Geografie
De oppervlakte van Videix bedraagt 16,8 km², de bevolkingsdichtheid is 14,0 inwoners per km².
De onderstaande kaart toont de ligging van Videix met de belangrijkste infrastructuur en aangrenzende gemeenten.

## Demografie
Onderstaande figuur toont het verloop van het inwonertal (bron: INSEE-tellingen).